# کانگول
کانگول (انگلیسی: Kangol) شرکت نساجی بریتانیایی است، که در سال ۱۹۳۸ تأسیس شد.